# Tubmill Creek
Der Tubmill Creek ist ein rund 20 Kilometer langer Nebenfluss des Conemaugh River im Westmoreland County im Südwesten des US-Bundesstaates Pennsylvania.
Sein rund 141 Quadratkilometer großes Einzugsgebiet liegt vorwiegend im Fairfield Township im Norden des Countys, kleine Teile gehören zum St. Clair Township. Die Pennsylvania Fish and Boat Commission klassifiziert Teile des Flusslaufes als Class A Wild Trout Waters, dies wegen des zahlreichen Vorkommens von Regenbogenforellen unterhalb des Tubmill Reservoir.

## Verlauf
Der Fluss entspringt am Laurel Hill an der Grenze zum Somerset County auf dem Gebiet des Pennsylvania State Game Lands 42. Er fließt anfangs in nördliche Richtung und wird nur wenig später beim Ross Mountain Golf Club zum Tubmill Reservoir gestaut. Er verlässt den See wieder und verläuft nun in nordwestliche Richtung, nimmt den Hendricks Creek und den Freeman Run auf, und mündet bei Bolivar von links in den Conemaugh River.
Der größte Teil seines Flusslaufes ist bewaldet, nur an wenigen Stellen wird Landwirtschaft betrieben.